# Jessy Benet
Jessy Benet, né le 24 juin 1995 au Creusot, est un footballeur français. Il évolue actuellement au poste de milieu de terrain au Grenoble Foot 38.

## Carrière

### Football Club Montceau Bourgogne
Jessy Benet fait ses débuts au sein de son club formateur, le FC Montceau, lors de la saison 2012-2013 en CFA, qui correspond au quatrième échelon du football français. Malgré son jeune âge (17 ans à ses débuts avec le club bourguignon), il parvient à s'imposer au milieu de terrain, ce qui attire les convoitises du DFCO, qui lui font signer son premier contrat professionnel le 1er juillet 2014.

### Dijon Football Côte-d'Or
Le Bourguignon évolue alors durant deux saisons en Ligue 2 au Dijon Football Côte-d'Or, mais, en manque de temps de jeu, il est prêté deux fois de suite en National, à l'US Avranches pour la saison 2016-2017, puis au Grenoble Foot 38 pour la saison 2017-2018,.

### Grenoble Foot 38
Après avoir contribué à la montée du GF 38 en Ligue 2, il s'engage dans le club isérois le 1er juillet 2018, libre de tout contrat. Il s'impose progressivement comme titulaire dans l'entre-jeu grenoblois lors de la saison 2019-2020, avec 5 buts marqués et 22 matches joués.

### Amiens SC
Sans contrat depuis son départ de Grenoble, il signe un contrat de 3 ans à Amiens SC.

### Grenoble Foot 38
Il rejoint le GF38 de nouveau en 2023.